# Die Schatzsucher-Drillinge
Die Schatzsucher-Drillinge ist eine Jugendbuchserie des österreichischen Jugendbuchautors Thomas Brezina, die beim Ravensburger Buchverlag erscheint.

## Handlung und Charaktere
In der Serie geht es um die Drillinge Charlotte-Daniela (Spitzname ChaCha), Peter-Christian (Spitzname PC) und Florian-Pit (Spitzname Floppi). Ihr Vater, Herr Lopega, ist ein berühmter Zauberer, der seine Vorstellungen auf der ganzen Welt gibt. Seit dem Tod seiner Frau nimmt er die Drillinge auf alle seine Reisen zu seinen Auftritten mit. Da er immer mit den Vorbereitungen seiner Shows beschäftigt ist, engagiert er für die Drillinge stets Kindermädchen und Hauslehrer.
Die Drillinge bekommen von ihrem Großonkel Sylvester, der seit einem schweren Autounfall im Rollstuhl sitzt, immer wieder den Auftrag, einen verschollenen Schatz aufzuspüren, der nahe ihrem Aufenthaltsort versteckt oder vergraben sein soll. Ihr Vater ist damit aber nicht einverstanden, da er große Angst um sie hat.
Allen Büchern liegt eine historische Begebenheit um einen tatsächlich verloren gegangenen Schatz zugrunde. Am Anfang jedes Buches wird erzählt, wem der Schatz gehörte und wie er verloren ging. Danach beginnt die eigentliche Geschichte um die Drillinge, die ihn aufspüren. Am Ende der Bücher kann der Leser selbst versuchen, den Schatz zu finden. Dazu ist auf der letzten Seite eine Karte eingelegt, die die Umgebung des Versteckes zeigt. Durch scharfes Nachdenken und Kombinieren kann man auf das Versteck kommen. Im letzten Kapitel wird schließlich die Auflösung verraten.

## Liste der Bücher
- Was vergrub John Silberhand?
- Der unheimlichste Schatz der Welt
- Was war an Bord der Baraccuda?
- Das Geheimnis der verbotenen Stadt
- Das Geheimnis des Wikingerhelms
- Die sieben Rätsel der Ritterrunde
- Die geheime Grabkammer
- Die Totenmaske des Pharaos
- Die Schatzkarte aus dem Jenseits
- Das verfluchte Gold der Titanic
- Schatzjagd